# Capasa pyrrhophaeata
Capasa pyrrhophaeata là một loài bướm đêm trong họ Geometridae.